# 叩诊
叩诊是一種理學檢查方法。醫生用手指敲擊動物身体表面某一部位（例如胸或腹），讓這一部位震动，然後产生聲音，醫生再根据震动和聲音的特点来判断被检查部位的脏器是否有異常情況。